# Дмитро Мазуряк
Дмитро Мазуряк (нар. 10 жовтня 1997, с. Іспас, Вижницький район, Чернівецька область, Україна) — український музикант-мультиінструменталіст; сопілкар гурту Kazka; колекціонер народних музичних інструментів.

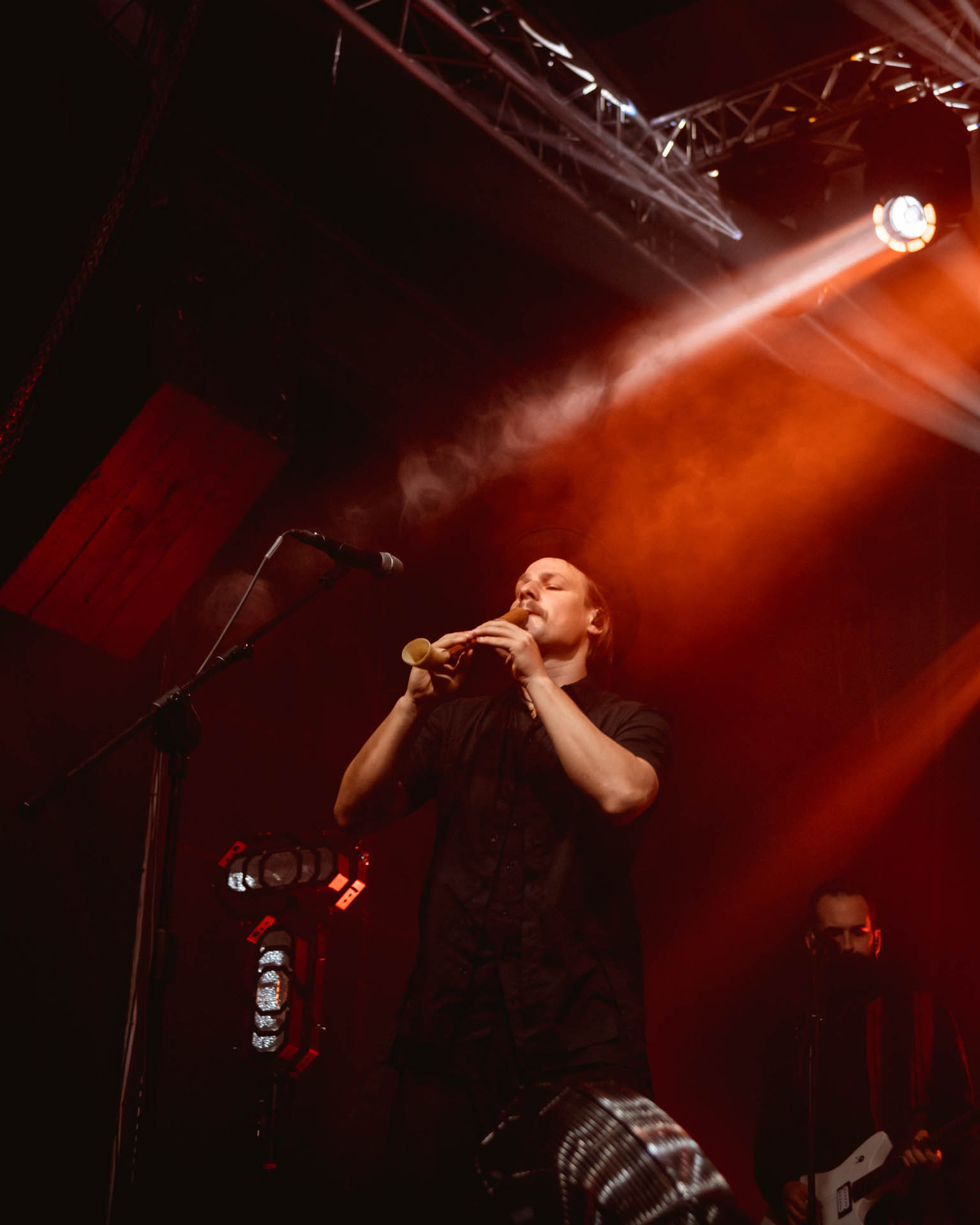
Kazka Ukrsongproject 2022 Poland

## Життєпис
Народився 10 жовтня 1997 року в селі Іспас Вижницького району на Буковині. У шість років навчився грати на сопілці, в десять — на цимбалах. Навчався у музичній школі; є учнем гуцульського музиканта-віртуоза Романа Кумлика та майстра народних інструментів Михайла Тафійчука. Грає на більш ніж 30 музичних інструментах, зокрема на сопілці, трембіті, дримбі, бубні. 
2014 року вступив до Національного педагогічного університета імені М. П. Драгоманова за спеціальністю «вчитель музики». Грав у ансамблях «Громиця» та «Королівна», в етнопоп-гурті «Пацикі з Франека». 2017 року брав участь у XXIV Міжнародному гуцульському фестивалі та зайняв друге місце у номінації «солісти-інструменталісти».
2018 року став учасником гурту Kazka. Із учасниками гурта — Олександрою Заріцькою та Микитою Будашем — познайомився, коли проводив лекцію про музичні інструменти у музеї Грушевського.
З 2017 року працює в музеї Івана Гончара. 2019 року брав участь у дослідницькому проєкті «Одягові традиції Гуцульщини». Колекціонує народні музичні інструменти та має їх більше п'ятидесяти. Організовує святкування Маланки в рідному селі Іспас. У серпні 2022 року брав участь у фестивалі «Співаниця» (Київ).